# Trouveur valdotèn
Trouveur valdotèn est un groupe italien de musique traditionnelle alpine, originaire de la Vallée d'Aoste. Formé au début des années 1980, le nom du groupe, qui se traduirait en français comme Trouveurs valdôtains, s'écrit sans « s », même si c'est au pluriel, selon la graphie officielle du francoprovençal valdôtain.

## Histoire
Formé au début des années 1980 par les membres de la famille aymavillaine Boniface, ce groupe a toujours eu pour but la découverte du patrimoine musical valdôtain et des régions limitrophes, notamment le Piémont, la Savoie et le Valais. L'activité en concert amène les Boniface partout en Vallée d'Aoste, mais aussi en Savoie, en Valais, en Piémont, en Lombardie et en Ligurie. Plusieurs fois, ils participent à des événements culturels, en s'occupant en particulier de l'animation musicale.
Ils continuent de jouer leurs concerts en 2019. et 2022. En 2024, ils célèbrent leur 40e anniversaire.

## Projets
La carrière des Trouveur est marquée, entre autres, par la participation aux projets suivants : Euromusica (à Nuremberg), Musik'Alpes (à Faverges), Musicalpina (projet transfrontalier), Moi, l'accordéon (en collaboration avec Rai Vallée d'Aoste). Récemment[Quand ?], les membres du groupe ont organisé des stages de danse folklorique alpine et d'apprentissage d'instruments traditionnels.
Trouveur organise depuis plus de 10 ans un festival de musique traditionnelle nommé Ététrad. Il rassemble tous les étés des groupes et des chanteurs folkloriques de la Vallée d'Aoste et des régions limitrophes : les Savoie (France), le Valais (Suisse), le Piémont (Italie), la Lombardie (Italie), et parfois d'autres encore.

## Style musical
Les Trouveur proposent des chansons en patois valdôtain et en français, aussi bien que des airs de danse (des monfarines, des scottish, des gigues, des polkas). 

## Membres
- Liliane Bertolo - chant
- Alexandre Boniface - accordéon diatonique
- Rémy Boniface - violon
- Vincent Boniface - flûte, clarinette et cornemuse